# Franska Stenarna
Franska Stenarna ett grund i Nämdöfjärden i Stockholms skärgård, cirka två sjömil söder om Stavsnäs. Den ligger i Värmdö socken och kommun samt i landskapet Uppland.
Grundet ligger mitt i Landsortsleden och har under århundraden utgjort ett dödligt hot mot sjöfarten in till Stockholm. Nordväst om grundet på 35 meters djup ligger den så kallade kravellen vid Franska Stenarna som var ett av de dryga dussintal fartyg som Gustav Vasa inköpte från Lübeck 1522. Fartyget ska ha varit lastat med kanoner och ammunition och sjunkit år 1525. En annan omtalad olycka var när Södra Sverige 1895 gick på Franska stenarna och sjönk. Det påkostade fartyget bärgades 1897 från 60 meter djup. Hon visades upp för allmänheten på den stora Konst- och industriutställningen på Djurgården. Därefter reparerades hon och sattes i trafik igen.
Idag har landhöjningen gjort att två toppar syns över vattenytan. 1916 uppfördes en AGA-fyr på den södra toppen. Fyren fick 2022 en ny grön fyrkur i plast som står på det äldre vita fundamentet (bilden visar fyrens gamla utseende).